# Quatuor à cordes no 2 d'Ohana
Pour les articles homonymes, voir Deuxième Quatuor à cordes.
Le Quatuor à cordes no 2 est un quatuor de Maurice Ohana. Composé en 1980, cet ouvrage opère une originale synthèse musicale de la musique andalouse et du Negro spiritual afro-américain.

## Analyse de l'œuvre
1. Sagittaire
2. Mood
3. Alborada
4. Faran-Ngô